# Jan De Lichte (bier)
Jan De Lichte is een Belgisch bier van hoge gisting.
Het bier wordt sinds 2005 gebrouwen in Brouwerij De Glazen Toren te Mere in de gemeente Erpe-Mere.
Het is een stroblond tarwebier met een alcoholpercentage van 7%. Het bier is vernoemd naar de achttiende-eeuwse boef Jan de Lichte uit Velzeke. Het boek De bende van Jan de Lichte van Louis Paul Boon is op deze rover geïnspireerd.